# HMS Challenger (1858)
El HMS Challenger fue una corbeta de propulsión mixta a velas y máquina de vapor que accionaba una hélice de la clase Pearl perteneciente a la Marina Real británica, botada el 13 de febrero de 1858 en el astillero Woolwich Dockyard. Fue el buque insignia de la estación naval de Australia entre 1866 y 1870.

## Historial
Como integrante de la estación naval de Norteamérica y de las indias occidentales, tomó parte en  1862 de las operaciones contra México, incluida la ocupación de Veracruz. Fue asignada posteriormente a la estación naval de Australia en 1866 y en 1868, años en los que realizó operaciones de castigo contra los nativos de Fiyi en respuesta al asesinato de un misionero y de algunos de sus subordinados. Abandonó la estación naval de Australia a finales de 1870.
La corbeta fue modificada para realizar la que se convirtió en la primera expedición de investigación marítima a nivel global. Para ser capaz de medir las profundidades todos los cañones, excepto dos de ellos, fueron retirados y se redujo sus mástiles para disponer de más espacio interior. Se instalaron laboratorios, camarotes extra, y una plataforma especial para dragado. Fue equipado con botes para la conservación de especímenes, alcohol para la preservación de estos, microscopios, aparatos químicos, equipos de pesca y draga, termómetros, botellas para toma de muestra de agua y sondas para la recogida de sedimentos del lecho marino. Además, se le equipó con 181 millas (291 km) de cáñamo italiano para sondeos, drenajes, y pesca.
El Challenger portó una tripulación total de 243 hombres entre oficiales, científicos y tripulantes, que recorrieron un total de 68 890 millas náuticas (127 670 km). A pesar del gran éxito de la expedición Challenger, el HMS Challenger sufrió un destino ignominioso. Fue asignado al servicio de guardacostas, y posteriormente a la reserva naval como buque escuela en julio de 1876.
Fue enviado al astillero de Chatham Dockyard en 1878 y permaneció en reserva hasta el año 1883, cuando fue convertido en buque-recepción en el río Medway, donde permaneció hasta su venta a J. B. Garnham el 6 de enero de 1921. Fue desguazado por sus bajos de cobre en 1921. Nada del buque, con la excepción de su mascarón de proa, que permanece expuesto en el National Oceanography Centre de Southampton, se ha conservado hasta nuestros días.

## Curiosidades
La lanzadera espacial de los Estados Unidos Challenger y el abismo Challenger, deben su nombre a este buque, el primero en recuerdo del mismo, y el segundo por ser en la citada expedición cuando fue descubierto.

## Galería de imágenes

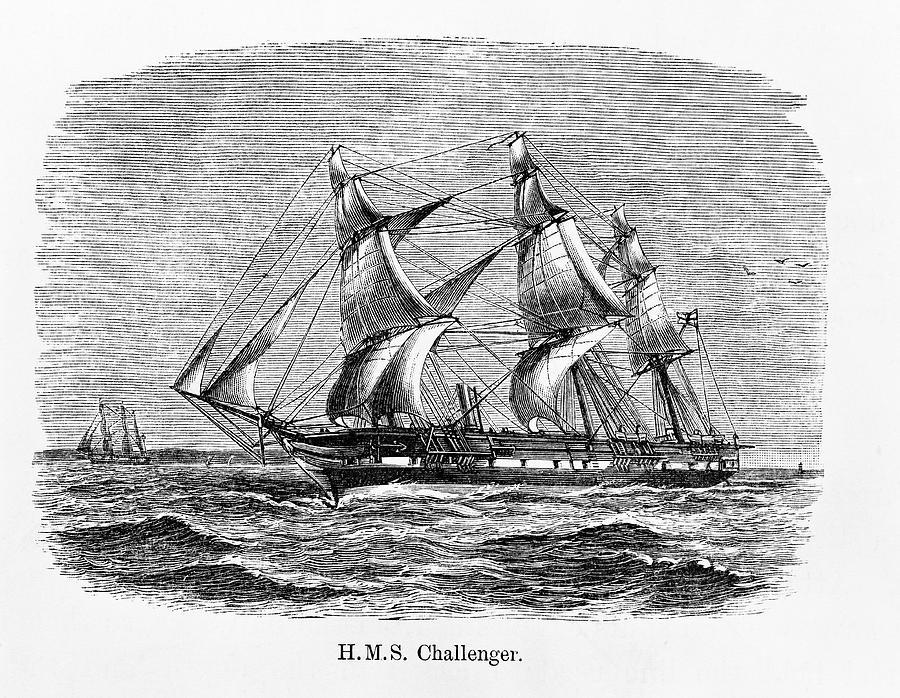
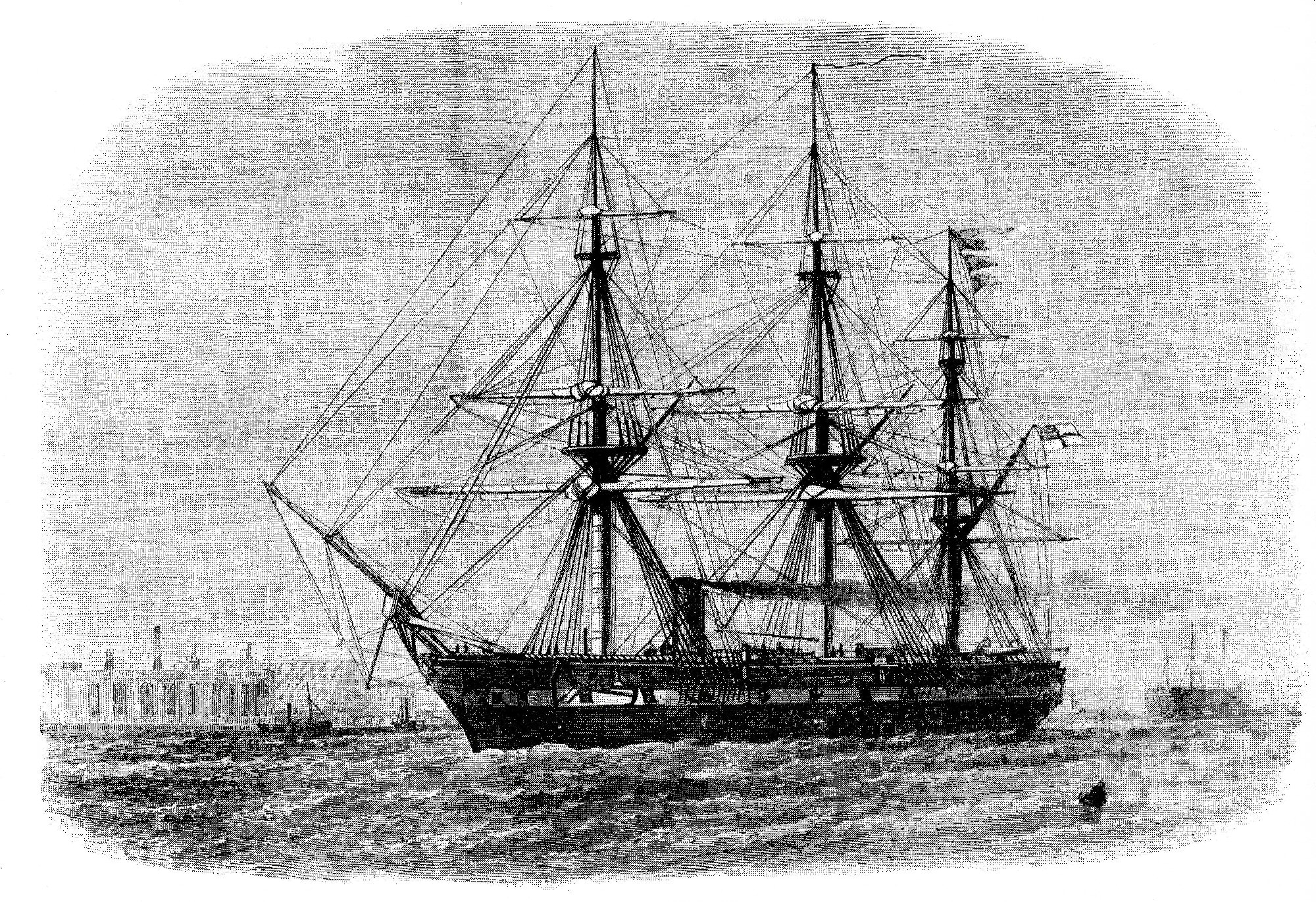

## Pies de página
1. 1 2 3 4  Bastock, pp.47-48.
2. ↑  Space Shuttle Challenger en la web del Kennedy Space Centre Archivado el 3 de febrero de 2009 en Wayback Machine.